# Sara Skyttedal
Sara Magdalena Skyttedal (Tyresö, 6 de agosto de 1986) es una política sueca. Como afiliada a Demócratas Cristianos, fue miembro del Parlamento Europeo entre 2019 y 2024.
Entre 2013 y 2016 presidió la Juventud Demócrata Cristiana, y entre 2016 y 2019 fue comisionada municipal de Linköping.

## Educación
Skyttedal estudió ciencias políticas, economía política e historia en la Universidad de Estocolmo, pero no se recibió. También estudió retórica, lengua sueca y derecho en la Universidad de Södertörn.

## Carrera
En septiembre de 2002, Skyttedal se convirtió en miembro de los Jóvenes Demócratas Cristianos. Desde entonces, fue presidenta del distrito electoral de Haninge para el partido y defensora del pueblo del grupo de distrito en el municipio de Estocolmo. También fue directora de distrito de los Demócratas Cristianos para Estocolmo y vicepresidenta del partido en Haninge.
Skyttedal tiene experiencia en política municipal en Haninge; hasta 2010 fue primera vicepresidenta del consejo de educación de adultos y de la escuela secundaria, así como jurado en el tribunal de Södertörn.
En las elecciones generales de 2010 en Suecia, fue sustituta en el ayuntamiento de Haninge, un trabajo del que fue liberada a principios de 2011 cuando se mudó del municipio. En las elecciones de 2009 y 2014 para el Parlamento Europeo, Skyttedal fue candidata por su partido. En las elecciones generales de 2010 se convirtió en candidata a las elecciones municipales de Estocolmo. También ha residido en Växjö y fue parte de las elecciones generales de 2014 para el distrito electoral de Kronoberg.
Skyttedal fue presidenta de la Juventud Demócrata Cristiana desde el 11 de mayo de 2013 y miembro de la junta ejecutiva del partido. Anteriormente, fue vicepresidenta primera de la Juventud Demócrata Cristiana. De mayo de 2011 a mayo de 2015 fue vicepresidenta de la Juventud del Partido Popular Europeo (YEPP).
En octubre de 2015, Skyttedal se convirtió en el factor decisivo en la decisión de los demócratas cristianos de retirarse del controvertido Acuerdo de Diciembre.
En julio de 2016, Skyttedal anunció que renunciaría como presidenta de los Jóvenes Demócratas Cristianos en la próxima reunión, que se celebraría a finales de 2016. El 8 de septiembre de 2016, anunció que había obtenido el cargo de comisionada municipal en Linköping. En la campaña para las elecciones de septiembre de 2018 para el ayuntamiento de Linköping, hizo que su partido se destacara como el más preocupado por reducir los impuestos municipales, y obtuvo el 7,5% de los votos, lo que, en comparación con el 4,8% en las elecciones de 2014, fue el mayor aumento de cualquier partido.
En 2018, Skyttedal fue elegida candidata principal de los demócrata-cristianos para las elecciones europeas de 2019.
En diciembre de 2022, Skyttedal escribió un artículo de debate en el que aboga por la despenalización del consumo de drogas y la legalización del cannabis. Más tarde dijo que ella misma había consumido cannabis en «un puñado de ocasiones» en países donde era legal. Estas declaraciones fueron controvertidas dentro de los demócratas cristianos y provocaron críticas por parte de la líder del partido, Ebba Busch.
Skyttedal fue excluida de los demócratas-cristianos el 19 de enero de 2024, después de haber ofrecido ser candidata del partido Demócratas de Suecia en las elecciones al Parlamento Europeo de 2024. Fue reemplazada por Alice Teodorescu Måwe. Skyttedal finalmente abandonó los demócrata-cristianos el 15 de febrero.
El 8 de abril de 2024, Skyttedal y el expolítico socialdemócrata y empresario sanitario Jan Emanuel fundaron Folklistan (La Lista del Pueblo), con la intención de presentar candidatos para las elecciones al Parlamento Europeo de 2024.

## Vida personal
Skyttedal es católica.